# Paralepa
Paralepa är en ort i västra Estland. Den ligger i Ridala kommun och landskapet Läänemaa, 90 km sydväst om huvudstaden Tallinn. Paralepa ligger 7 meter över havet och antalet invånare är 233.
Terrängen runt Paralepa är mycket platt. Havet är nära Paralepa åt nordväst. Runt Paralepa är det glesbefolkat, med 11 invånare per kvadratkilometer. Närmaste större samhälle är Hapsal, 2,8 km norr om Paralepa. Omgivningarna runt Paralepa är en mosaik av jordbruksmark och naturlig växtlighet.